# Matthew Hutton
Matthew Hutton (Marske, 3 gennaio 1693 – Westminster, 18 marzo 1758) è stato un arcivescovo anglicano inglese.

## Biografia
Matthew Hutton nacque a Marske, secondogenito di Dorothy Dyke e John Hutton, il cui trisavolo Matthew era stato arcivescovo di York tra il 1596 e il 1606. Dopo gli studi alla Ripon Grammar School, nel 1710 si immatricolò al Jesus College dell'Università di Cambridge, ottenendo il Bachelor of Arts nel 1714 e il Master of Arts nel 1717. Dal 1717 al 1727 fu fellow del Christ's College e nel 1728 conseguì il titolo di Doctor of Divinity.
Sposato con Mary Lutman dal 1731, fu cappellano di Giorgio II nel 1736 e nel 1743 fu consacrato vescovo di Bangor. Nel 1747, come il suo antenato, fu eletto arcivescovo di York e dieci anni più tardi seguì a Thomas Herring in qualità di arcivescovo di Canterbury. Tuttavia mantenne la carica per poco, morendo l'anno successivo prima di essersi insediato a Lambeth Palace.